# Mathéo Parmentier
Mathéo Parmentier (Anderlecht, 31 oktober 2002) is een Belgisch voetballer die sinds 1 juli 2023 uitkomt voor OH Leuven. Parmentier is een verdedigende middenvelder.

## Carrière
Parmentier genoot zijn jeugdopleiding bij FCV Dender EH en KSC Lokeren. Bij laatstgenoemde club maakte hij op 24 januari 2020 zijn officiële debuut in het eerste elftal in de competitiewedstrijd tegen OH Leuven. Parmentier was bij zijn debuut de jongste speler ooit in Eerste klasse B. Hij speelde in het seizoen 2019/20 vier competitiewedstrijden voor Lokeren, dat op 20 april 2020 failliet ging.
Een dag na het faillissement van Lokeren ondertekende hij een contract voor drie seizoenen bij AA Gent.

## Clubstatistieken
| Seizoen         | Club            | Land            | Competitie      | Competitie | Competitie | Beker | Beker | Supercup | Supercup | Europees | Europees | Totaal | Totaal |
| Seizoen         | Club            | Land            | Competitie      | Wed.       | Dlp.       | Wed.  | Dlp.  | Wed.     | Dlp.     | Wed.     | Dlp.     | Wed.   | Dlp.   |
| --------------- | --------------- | --------------- | --------------- | ---------- | ---------- | ----- | ----- | -------- | -------- | -------- | -------- | ------ | ------ |
| 2019/20         | KSC Lokeren     | Vlag van België | Eerste klasse B | 4          | 0          | 0     | 0     | —        | —        | —        | —        | 4      | 0      |
| 2020/21         | KAA Gent        | Vlag van België | Eerste klasse A | 1          | 0          | 0     | 0     | —        | —        | 0        | 0        | 1      | 0      |
| Carrière totaal | Carrière totaal | Carrière totaal | Carrière totaal | 5          | 0          | 0     | 0     | 0        | 0        | 0        | 0        | 5      | 0      |

Bijgewerkt op 2 november 2020.
1 Nardi ·
2 Mitrović ·
3 Brown ·
4 Watanabe ·
5 Kandouss ·
6 Gandelman ·
7 Hong ·
8 Gerkens ·
9 Sonko ·
10 Omgba ·
11 Cuypers ·
12 Gambor ·
13 De Sart ·
14 Vanzeir‎ ·
16 Schmidt ·
17 Hjulsager ·
18 Samoise ·
19 Surdez ·
21 Agbor ·
22 Fadiga ·
23 Torunarigha ·
24 Kums  ·
25 Fortuna ·
26 Fortin ·
28 Fernandez Pardo ·
29 Depoitre ·
30 De Schrevel ·
33 Roef ·
Coach: Vrancken
· Assistent-coach: Balette
· Assistent-coach: Milićević
· Keeperstrainer: Vandendriessche